# Chambers Lodge
Chambers Lodge ou McKinney é uma comunidade não incorporada do condado de Placer, estado da Califórnia, nos Estados Unidos. O correio de McKinney foi inaugurado em 1884, mudou o nome para Chambers Lodge em 1928 e fechou definitivamente em 1959. O nome McKinney homenageou John McKinney, que lá se fixou em 1864. Já o nome Chambers Lodge homenageou David H. Chambers, que construiu um alojamento no local em 1928.